# 和宮様御留
『和宮様御留』（かずのみやさまおとめ）は、有吉佐和子の長編小説。文芸雑誌『群像』に1977年1月号から1978年3月号にかけて連載され、同年講談社から出版された。「和宮替え玉説」というショッキングなテーマが連載中から反響を呼び、単行本はベストセラーとなった。第20回毎日芸術賞受賞。1980年、1981年には竹下景子主演で舞台化され、2度テレビドラマ化され、しばしば舞台化されている。

## 概要
本作品は「和宮替え玉説」をストーリーの中核とする歴史小説である。公武合体のために和宮降嫁を急ぐ京都所司代酒井忠義（さかいただあき）と、頑強に拒否する観行院（かんぎょういん）・和宮母子、その間で右往左往する孝明天皇や公家衆、女官たちの動きを細かく追いながら、作者の創作した主人公の少女フキが、何も知らされないまま替え玉に仕立て上げられ、次第に精神の均衡を失っていくさまを冷静な筆致で描いている。また文中では御所言葉が多用されており、独特の雰囲気をかもしだしている。
この作品のテーマが「女性の立場から見た歴史の見直し」であることは作者も認め、批評家からも評価されているが、一方作者は自らあとがきで、和宮降嫁を太平洋戦争と重ね合わせ、この作品を「赤紙一枚で招集され、何も知らされないまま軍隊にたたき込まれ、適性をもたぬままに狂死した若者たちへの鎮魂歌」だとも書いている。実際、発狂に追い込まれていくフキの思考を描写する作者の視線は常にフキと同じ位置にあり、最後にフキが叫んだ「あて、宮さんやおへん」ということばは「発狂」しているにもかかわらず真実であるのに対し、なおもフキを「宮様」と呼んで押さえ込もうとする周囲のことばはいわば「正常なる虚偽」であり、両者のねじれたコントラストが劇的に浮かび上がるクライマックスとなっている。

## 主な登場人物
- フキ：和宮の育った橋本実麗（はしもとさねあきら）邸の下女。実麗の妹である観行院の目にとまり、和宮の替え玉として江戸へ下る。架空の人物。
- 観行院：和宮の生母。不自由な足を気にして降嫁を嫌がる和宮を守るため、独断で替え玉へのすりかえを決行する。
- 藤／少進：和宮の乳母。小説では和宮降嫁に当たって孝明天皇からたまわった名「少進」を藤の双子の妹のものと設定し、藤が和宮に随いて縁切寺萬徳寺（群馬県太田市）に逃れ、少進がフキの乳母役となったとする。（史実では少進と藤は同一人物、藤と土御門藤子は別人）
- 庭田嗣子：宮中女官。宰相典侍（さいしょうすけ）の称号を持つが、和宮様御附女官に指名され、抵抗するも逆らいきれず同行して江戸へ下る。
- 能登命婦：宮中女官。和宮の身辺の世話のため江戸下向を命ぜられ、いやいや応ずる。フキが替え玉ではないかと気づき、フキへの対応が次第にぞんざいになってゆく。
- 花園：江戸城大奥より派遣され、和宮降嫁に随行したお局。諸々の差配をめぐって庭田嗣子とさや当てを演ずる。
- 薮内竹猗（やぶのうち ちくい）：茶道薮内流第8代家元。茶頭を務める西本願寺の門主広如上人の紹介で、和宮に茶道の指南をする。
- 宇多絵：高田村名主新倉覚左衛門の娘。板橋本陣でフキと入れ替わり、替え玉として大奥に入る。

## あらすじ
京の町方に生まれた捨て子のフキは、橋本邸の下女に入ってすぐ、観行院の命で桂の御所に赴く。意外にも御殿に上げられたフキは、その日から和宮の居室に潜み、そのお下がりを食べ、声も出せない毎日を送ることになる。文久元年（1861年）4月21日、橋本邸に里帰りする和宮の輿にフキもともに乗り込んだが、帰りの輿に宮の姿はなく、それからフキは宮の替え玉として、「乳人（めのと）」少進にかしづかれながら、拝謁を受け、読めない字の手習いをし、茶道の稽古を通して慣れない行儀作法を身につけさせられる。庭田嗣子や能登命婦が自分の正体を知っているのではないかとおびえたフキは、閉じこめられ、がんじがらめに縛られた生活の中で本来の快活な性格を失っていく。京を出発したフキは、一行の中に唯一気を許していた少進がいないことに気づいて動揺し、食事ものどを通らなくなるが、長旅の経験がない観行院や周囲の女官はいずれも気が立っていて、フキへの配慮に心が行き届かない。11月10日、板鼻本陣に着いたフキは、そこに京での後始末をすませて一行を追いかけてきた少進がいるのを見つけ、緊張の糸が切れる。「あて、宮さんやおへん」と泣き叫ぶフキを抱え途方に暮れた観行院らは、ついに岩倉具視を呼び入れ、その手配によって、新しい替え玉宇多絵が用意された。フキは新倉家に運び込まれるが、その翌朝、フキには思わぬ最期が待っていた。

## 和宮替え玉説の主張
作者は小説として本作品を書いているが、あとがきで和宮替え玉説の真実性を改めて主張した。その骨子は、
- 高田村の新倉家ゆかりの人から替え玉説を聞いた。
- 勝海舟『氷川清話』に、和宮が庭へ降りる夫徳川家茂の草履をぴょんと飛び降りて直したとあるが、足が不自由であったという京都時代の記録と矛盾する（ただしのちに『氷川清話』の信憑性自体は否定する）。
- 『増上寺徳川将軍墓とその遺品・遺体』によると、和宮の足に異常がないのに対し、左手首が発見されなかった。肖像画はいずれも左手首を描いていないので、手首がなかった可能性は高いが、それでは京都でやったことになっている茶道の稽古もできない。
- 和宮の遺骸の遺髪と、家茂の内棺に納められた遺髪が一致しない。

である。作者はNHKテレビ『歴史への招待』にも出演し、日記の文体の変化など別の論拠を加えて自説を主張したため、歴史学者から反論を受けた。

## テレビドラマ（1981年フジテレビ系）
1981年1月3日放送（21:03 - 23:48）。第18回ギャラクシー賞・選奨受賞作品。
キャスト
- フキ：大竹しのぶ
- 観行院：森光子
- 和宮：岡田奈々
- 宰相典侍（庭田嗣子）：園佳也子
- 少進：中村玉緒
- 藤（少進の姉・和宮のお乳人）：乙羽信子
- 能登命婦：吉田日出子
- 橋本実麗：藤田まこと
- 宇多絵：池上季実子
- お静（橋本実麗の妻）：丹阿弥谷津子
- 長橋局：宇津宮雅代
- 勝光院：三益愛子
- 新倉覚左衛門：小林桂樹
- 岩倉具視：財津一郎
- 酒井忠義：佐藤慶
- 九条尚忠：金田龍之介
- 土井重五郎（宇多絵の許婚、岩倉具視の家来）：永島敏行
- 志津（覚左衛門の妻・宇多絵の母）：高田敏江
- 三浦七兵衛（京都所司代用人）：大坂志郎
- 橋本家の女中頭：荒木雅子

スタッフ

## テレビドラマ（1991年テレビ朝日系）
1991年1月1日「新春ドラマスペシャル」として放送（21:02 - 23:39）。
キャスト
- フキ：斉藤由貴
- 四郎：的場浩司
- 観行院：司葉子
- 和宮：藤谷美紀
- 庭田嗣子：冨士眞奈美
- 少進：池内淳子（特別出演）
- 能登命婦：浅利香津代
- 宇多絵：土家里織
- 土井重五郎：堤真一
- 勝光院：宝生あやこ
- 勾当内侍：中原早苗
- 紅葉：山村紅葉
- 源太：原哲男
- 志津：今井和子
- 直子：吉川雅恵
- お静：秋篠美帆
- 橋本実麗：財津一郎
- 酒井忠義：勝部演之
- 岩倉具視：山城新伍
- 新倉覚左衛門：織本順吉
- ナレーション：佐藤慶

スタッフ
- 原作：有吉佐和子
- 脚本：宮川一郎
- 監督：出目昌伸
- 音楽：
- 企画：関口恭司（テレビ朝日）、近藤晋
- プロデューサー：高戸晨一・田中芳之（テレビ朝日）、藤田裕一
- 制作：テレビ朝日、総合プロデュース